# Edmund Beck (Sänger)
Edmund Beck (* 9. Juli 1840 in Coburg; † 8. März 1901 in München) war ein deutscher Sänger (Bass) und Theaterschauspieler.

## Leben
Beck, Sohn der Frieda Beck-Weichselbaum trat an verschiedenen deutschen Bühnen (bspw. Freiburg im Breisgau, Würzburg), in St. Gallen und Zürich auf und war vor allem als Bass-Buffo in tätig.
Seine Großeltern waren Georg Weichselbaum (* 1781) und die Münchner Hofsängerin Josephine Fantozzi-Weichselbaum, seine Urgroßeltern mütterlicherseits Angelo Fantozzi und Maria Marchetti.